# Чемпионат Италии по баскетболу 1965/1966
Серия А чемпионата Италии по баскетболу 1965/1966 стала 44-м розыгрышем в истории.

## Результаты
Турнир проводился в два круга. За победу начислялось два очка, за поражение — нуль, допускались ничейные результаты, за которые обе команды получали по одному очку. Согласно регламенту, команды, занявшие по итогам чемпионата два последних места, выбывали в низшую лигу. Команда, занявшая 10-е (третье с конца) место, разыгрывала с третьей по силе командой низшего дивизиона право участвовать на следующий сезон в Серии A.
| Место | Команда            | Игры | Поб | Пор | Забито | Пропущено | +/-  | Очки |
| ----- | ------------------ | ---- | --- | --- | ------ | --------- | ---- | ---- |
| 1     | Симменталь Милан   | 22   | 19  | 3   | 1745   | 1457      | +288 | 38   |
| 2     | Иньис Варезе       | 22   | 19  | 3   | 1805   | 1450      | +355 | 38   |
| 3     | Петрарка Падова    | 22   | 16  | 6   | 1579   | 1400      | +179 | 32   |
| 4     | Канди Болонья      | 22   | 15  | 7   | 1768   | 1627      | +141 | 30   |
| 5     | Орансода Канту     | 22   | 12  | 10  | 1664   | 1638      | +26  | 24   |
| 6     | Аллонеста Милан    | 22   | 11  | 11  | 1687   | 1648      | +39  | 22   |
| 7     | Рейер Венеция      | 22   | 9   | 13  | 1489   | 1612      | −123 | 18   |
| 8     | Либертас Бьелла    | 22   | 8   | 14  | 1432   | 1573      | −141 | 16   |
| 9     | Виктория Пезаро    | 22   | 6   | 16  | 1616   | 1771      | −155 | 12   |
| 10    | Альчиса Болонья    | 22   | 6   | 16  | 1632   | 1845      | −213 | 12   |
| 11    | Парфенопа Наполи   | 22   | 6   | 16  | 1395   | 1583      | −188 | 12   |
| 12    | Стелла Аццура Рома | 22   | 5   | 17  | 1463   | 1671      | −208 | 10   |

### Матч за Скудетто
Поскольку по результатам турнира клубы «Симменталь Милан» и «Иньис Варезе» набрали одинаковое количество очков, между ними был проведён дополнительный матч за первое место.
| 16 апреля 1966 | Отчёт | Симменталь Милан | 2 : 0 | Иньис Варезе | Рим |

### Матчи за 9—11 места
Поскольку по результатам турнира клубы «Виктория Песаро», «Альчиса Болонья» и «Парфенопа Наполи» набрали одинаковое количество очков, между ними были проведены дополнительные матчи за право остаться в элитном дивизионе.
| 6 мая 1966 | Отчёт | Альчиса Болонья | 70 : 92 | Виктория Песаро |  |

| 7 мая 1966 | Отчёт | Альчиса Болонья | 82 : 69 | Парфенопа Наполи |  |

| 8 мая 1966 | Отчёт | Виктория Песаро | 71 : 62 | Парфенопа Наполи |  |

По итогам этого мини-турнира клуб «Парфенопа Наполи», потерпевший два поражения, вылетел из элитного дивизиона, а клуб «Альчиса Болонья», одержавший только одну победу, должен был сыграть с клубом из низшей лиги за право остаться в Серии A.

### Переходные матчи
В переходных матчах за право выступать на следующий сезон в Серии A сошлись клуб «Альчиса Болонья», занявший 10-е место в Серии A, и клуб «Фидес Болонья», занявший 3-е место в Серии B. Серия проходила до двух побед. По её результатам победу одержал клуб «Альчиса Болонья» (64:62, 68:74, 75:65).